# Hantsport
Hantsport è una municipalità (community) del Canada, situata nella provincia di Nuova Scozia.